# Староаккулаєво
Староаккула́єво (рос. Староаккулаево, башк. Иҫке Аҡҡолай) — присілок у складі Альшеєвського району Башкортостану, Росія. Входить до складу Казанської сільської ради.
Населення — 232 особи (2010; 234 в 2002).
Національний склад:
- башкири — 97 %